# 福岡女学院看護大学
福岡女学院看護大学（ふくおかじょがくいんかんごだいがく、英語: Fukuoka Jo Gakuin Nursing University、公用語表記: 福岡女学院看護大学）は、福岡県古賀市千鳥1-1-7に本部を置く日本の私立大学である。2008年に設置された。

## 概要
国立病院機構福岡東医療センターに隣接している。2008年に閉校した同センター附属看護学校の敷地を学校法人福岡女学院が譲り受け、開学した。4年間で、看護師・保健師の国家試験受験資格を取得することを目標とする単科大学である。医学的な知識や技術の修得のほか、「ヒューマン・ケアリング」「リベラル・アーツ」「心の成長」などをキーワードに、看護職者にふさわしい人材を養成するためのカリキュラムが組まれている。充実したシミュレーション教育センターがある。外国人のケアを目的とした多言語医療支援コースがある。ミッション系大学であり、「キリスト教と文化」についても学ぶ。2時限目のあと20分間のチャペル礼拝がある。

## 教育理念
キリスト教精神に基づき、人間の尊厳、倫理観を備え、ヒューマンケアリングを実践できる人材を育成し、社会に貢献する事を教育理念としている。

## 沿革
- 2008年4月 福岡東医療センター附属看護学校の跡地に開学。
- 2016年9月 シミュレーション教育センター（2号館）を開設[2]。
- 2018年4月 多言語医療支援コースを開設[3]。
- 2019年8月 3号館（徳永徹記念多目的ホール）が完成[5]。
- 2023年4月 大学院（看護学研究科看護学専攻修士課程）を開設予定[1]。

## 学部
- 看護学部
  - 看護学科

## 取得資格
- 看護師国家試験受験資格
- 保健師国家試験受験資格（※選択制18名程度）
- 養護教諭二種免許状
- 第一種衛生管理者免許
- AHA公認BLSヘルスケアプロバイダー
- 日本医学英語検定試験3級
- TOPEC看護英語試験

## 学内奨学金
給付型
- 福岡女学院看護大学修学支援奨学金

貸与型
- 福岡女学院奨学金